# キングダム ハーツ HD 1.5+2.5 リミックス
『キングダム ハーツ HD 1.5+2.5 リミックス』（キングダム ハーツ エイチディー ワンポイントファイブ プラス ツーポイントファイブ リミックス、KINGDOM HEARTS HD 1.5+2.5 ReMIX）は、スクウェア・エニックスより2017年3月9日に発売されたPlayStation 4用ゲームソフト。Xbox One向けにも2020年2月17日に発売された（ダウンロード専売）。2021年3月30日には『KH2.8』『KHIII』『MoM』と共にPC版が発売された（Epic Gamesストア限定ダウンロード専売）。

## 概要
PlayStation 3用ソフトとして発売された『キングダム ハーツ HD 1.5 リミックス』（KH1.5）と『キングダム ハーツ HD 2.5 リミックス』（KH2.5）をPS4用に移植し、1枚のBlu-ray Discに収めたもの。HDリマスターされたタイトルが4本、映像作品が2本の、計6本のタイトルを収録している。
キングダム ハーツ シリーズはこれまで様々なハードで展開されてきたことからHDリマスター版として『KH1.5』と『KH2.5』が作られ、一旦PS3にシリーズ作品が集約された。しかし続編となる『キングダム ハーツ HD 2.8 ファイナル チャプター プロローグ』（KH2.8）および『キングダム ハーツIII』（KHIII）はPS4対応であったため、再度ハードがばらけてしまったが、PS4に対応した本作と『KH2.8』『KHIII』の3本で、シリーズ作品のほぼ全てがPS4で遊べるようになる。
PS3版からの変更点として、ゲーム部分が30fpsから60fpsに変わり、より滑らかな動きになっている。それ以外にも、『KH』は日本語のリップシンクになっていなかった箇所の修正、『KH』と『KHII』は字幕サイズの修正、全体的に細部のテクスチャが描き直されるなどの修正も行われている。また、『Days』は『KH1.5』ではバトルシーンが全面カットされていたが、今作ではクライマックスにおけるシオン戦のムービーが新規に作られている（無料ダウンロードコンテンツの導入が必要）。
PC版での変更点として、タイトルセレクト画面やメニュー画面から開けるPC用設定画面が追加され、画質や音量、ゲームパッド、キーボードなどの設定を行えるようになった。フレームレートは30fps、60fpsに加え120fpsと無制限設定が追加されている。ボタン表記はゲームパッドの設定やキーボード使用に応じて変化する形式を取っており、PS表記やXbox表記、Switch表記が用意されている。

## 収録作品
- キングダム ハーツ ファイナル ミックス
- キングダム ハーツ Re:チェイン オブ メモリーズ
- キングダム ハーツ 358/2 Days（映像作品）
- キングダム ハーツII ファイナル ミックス
- キングダム ハーツ バース バイ スリープ ファイナル ミックス
- キングダム ハーツ Re:コーデッド（映像作品）